# Caracara à gorge blanche
Phalcoboenus albogularis
Pour les articles homonymes, voir Caracara.
Espèce
Statut de conservation UICN

 LC  : Préoccupation mineure
Statut CITES
Le Caracara à gorge blanche (Phalcoboenus albogularis) est une espèce d'oiseaux de proie de la famille des Falconidae.

## Répartition
Cette espèce se trouve au Chili et en Argentine.